# Tomasz Stockinger
Tomasz Ryszard Stockinger (Warschau, 23 februari 1955) is een Pools theater- en filmacteur. Hij is de zoon van acteur Andrzej Stockinger.